# Де Хан, Гюнтер
Гюнтер Манфред де Хан (нидерл. Günther Manfred de Haan; род. 21 декабря 1944) — нидерландский футболист, выступал на позициях полузащитника и защитника.
Футбольную карьеру начинал в амстердамском «Аяксе». Играл за юношескую сборную Нидерландов. В основном составе «Аякса» Гюнтер дебютировал 22 ноября 1964 года в матче чемпионата против ПСВ из Эйндховена, завершившемся крупной победой амстердамцев со счётом 5:0. За четыре проведённых сезона в клубе де Хан провёл только четыре игры в чемпионате.
В августе 1968 года, Гюнтер перешёл в «Харлем», 23-летний игрок был куплен у амстердамцев за 10 тысяч гюльденов. На протяжении нескольких сезонов де Хан был неизменным игроком обороны «Харлема».